# Залесе-Мале
Залесе-Мале (пол. Zalesie Małe) — село в Польщі, у гміні Кобилін Кротошинського повіту Великопольського воєводства.
Населення — 305 осіб (2011).
У 1975-1998 роках село належало до Лешненського воєводства.

## Демографія
Демографічна структура станом на 31 березня 2011 року:
|          | Загалом | Допрацездатний вік | Працездатний вік | Постпрацездатний вік |
| -------- | ------- | ------------------ | ---------------- | -------------------- |
| Чоловіки | 149     | 33                 | 107              | 9                    |
| Жінки    | 156     | 34                 | 93               | 29                   |
| Разом    | 305     | 67                 | 200              | 38                   |